# Klinttjärnen (Nederkalix socken, Norrbotten)
Klinttjärnen är en sjö i Kalix kommun i Norrbotten och ingår i Kalixälven-Töreälvens kustområde. Sjön har en area på 0,0757 kvadratkilometer och ligger 37 meter över havet.

## Delavrinningsområde
Klinttjärnen ingår i det delavrinningsområde (732949-181862) som SMHI kallar för Inloppet i Storträsket. Medelhöjden är 47 meter över havet och ytan är 22,78 kvadratkilometer. Det finns inga avrinningsområden uppströms utan avrinningsområdet är högsta punkten. Avrinningsområdets utflöde Pålängån mynnar i havet. Avrinningsområdet består mestadels av skog (74 procent) och sankmarker (13 procent). Avrinningsområdet har 0,27 kvadratkilometer vattenytor vilket ger det en sjöprocent på 1,2 procent.